# 熱海 (小惑星)
熱海 (1139 Atami) は火星横断小惑星。S型小惑星と考えられる。1929年に及川奥郎と窪川一雄によって発見され、日本の熱海に因んで名付けられた。
2005年9月1日に、ライトカーブの観測から衛星 (S/2005 (1139) 1) の存在が確認された。直径は 5～7 kmで、二重小惑星の可能性も考えられる。正確な軌道はまだわかっていないが、熱海から20kmほど離れた所を約17時間あるいは27.45時間の周期で回っている。